# Werner von Heynitz
Werner Fritz Heinrich Erdmann von Heynitz (* 11. Februar 1854 in Fraustadt; † 20. März 1928 in Wernigerode) war ein preußischer Generalleutnant.

## Leben

### Herkunft
Werner entstammte dem meißnischen Uradelsgeschlecht von Heynitz. Er war der Sohn des Geheimen Regierungs- und Landrats Ernst von Heynitz (1799–1871) und dessen Ehefrau Marie Agnes, geborene von Diebitsch (1814–1885).

### Militärkarriere
Heynitz besuchte die Kadettenanstalten in Wahlstatt und Berlin. Am 18. Oktober 1871 wurde er als Sekondeleutnant dem 3. Garde-Grenadier-Regiment Königin Elisabeth der Preußischen Armee überwiesen. Zu Ausbildungszwecken war er im Juni/Juli 1877 zum Garde-Pionier-Bataillon sowie von März bis Ende Juli 1879 zur Zentralturnanstalt kommandiert. Bis September 1887 avancierte Heynitz zum Hauptmann und vom 22. März 1888 bis zum 11. September 1895 fungierte er als Chef der 11. Kompanie. Anschließend zum Major befördert und dem Regiment aggregiert, wurde Heynitz am 16. Juni 1896 als Kommandeur des I. Bataillons in das Oldenburgische Infanterie-Regiment Nr. 91 versetzt. Von dort kam er am 25. Februar 1902 zum Stab des 4. Niederschlesischen Infanterie-Regiments Nr. 51 nach Breslau und stieg am 22. April 1902 zum Oberstleutnant auf. Mit seiner Beförderung zum Oberst folgte am 27. Januar 1905 die Ernennung zum Kommandeur des Infanterie-Regiments „Hiller von Gärtringen“ (4. Posensches) Nr. 59 in Deutsch-Eylau. Am 18. November 1907 stellte man Heynitz mit der gesetzlichen Pension zur Disposition und ernannte ihn zum Kommandanten des Truppenübungsplatzes Döberitz. In dieser Stellung erhielt er am 27. Januar 1909 den Charakter als Generalmajor sowie am 16. Januar 1910 den Kronenorden II. Klasse. Unter Verleihung des Roten Adlerordens II. Klasse mit Eichenlaub wurde Heynitz am 21. Februar 1911 von seinem Posten enthoben.
Mit Ausbruch des Ersten Weltkriegs wurde Heynitz als z.D.-Offizier wiederverwendet und zum Kommandeur der 14. Landwehr-Infanterie-Brigade ernannt, mit der er an der Westfront zum Einsatz kam. Dort mit dem Eisernen Kreuz II. Klasse ausgezeichnet, erhielt er am 24. Dezember 1914 das Patent zu seinem Dienstgrad und übernahm kurz darauf die 17. Reserve-Infanterie-Brigade. Während der Kämpfe vor Verdun musste Heynitz sein Kommando krankheitsbedingt aufgeben. Seine Mobilmachungsbestimmung wurde daraufhin am 9. Januar 1915 aufgehoben. Nach seiner Genesung war Heynitz nicht mehr frontverwendungsfähig. Daher fungierte er vom 27. August bis zum 22. November 1915 als Kommandeur der stellvertretenden 16. Infanterie-Brigade in Torgau und anschließend der stellvertretenden 15. Infanterie-Brigade in Halle (Saale). In dieser Stellung wurde ihm am 20. September 1918 der Charakter als Generalleutnant verliehen und seine Mobilmachungsbestimmung zum 10. November 1918 aufgehoben.
Er war Rechtsritter des Johanniterordens.

### Familie
Heynitz hatte sich am 26. Oktober 1889 in Hirschberg mit Elisabeth von Wrochem (1865–1934) verheiratet. Die Ehe blieb kinderlos.